# Caleta Cholgo
Caleta Cholgo o simplemente Cholgo es una localidad costera que pertenece administrativamente a la comuna de Hualaihué, Provincia de Palena, Región de los Lagos, Chile. 
Cholgo en lengua indígena significa lugar o descansadero de  Cholgas.
La localidad se sitúa junto a un antiguo tramo de la Carretera Austral, frente al Canal Cholgo y a la Isla Llancahué. Se conecta por tierra con Hornopirén que se encuentra a 30 kilómetros al norte y con Caleta Pichanco que se encuentra 7 kilómetros al sur.
En sus cercanías se encuentra el Río Cholgo, un buen lugar para la pesca deportiva, continuando 7 kilómetros más al sur se puede llegar hasta Caleta Pichanco donde antiguamente existía servicio de transbordador a Caleta Leptepu. Este trayecto no es recomendable después de lluvias por las condiciones del camino.
En Caleta Cholgo se encuentra la escuela rural Francisco Maldonado. En este último punto se aborda el transbordador a Caleta Leptepu para continuar viaje por tierra hacia el sur.